# Бажанов, Илья Алексеевич
Илья́ Алексе́евич Бажа́нов (1857 — после 1917) — член IV Государственной думы от Казанской губернии, крестьянин.

## Биография
Православный, крестьянин села Алат Алатской волости Казанского уезда.
Окончил трехклассное уездное училище. Занимался земледелием (10 десятин надельной и 200 десятин приобретенной земли), а также бакалейной торговлей. Состоял председателем церковного попечительства Успенской церкви в селе Алат и попечителем Мало-Алатской земской школы. Кроме того, избирался гласным Казанского уездного земского собрания, был членом его ревизионной комиссии и воинского присутствия.
В 1912 году был избран в члены Государственной думы от Казанской губернии съездом уполномоченных от волостей. Входил во фракцию октябристов, после её раскола — в группу земцев-октябристов и Прогрессивный блок. Состоял членом комиссий: продовольственной, о торговле и промышленности, о народном здравии, об охоте. С думской трибуны не выступал.
После Февральской революции вернулся в Казанскую губернию. Дальнейшая судьба неизвестна. Был женат, имел шестеро детей.